# Physocephala maxima
Physocephala maxima är en tvåvingeart som beskrevs av Giglio-tos 1893. Physocephala maxima ingår i släktet Physocephala och familjen stekelflugor. Inga underarter finns listade i Catalogue of Life.